# Chondrosum
Chondrosum Desv. é um género botânico pertencente à família Poaceae.
O gênero apresenta aproximadamente 30 espécies. Ocorrem na América do Norte e América do Sul.

## Sinônimos
- Actinochloa Roem. & Schult. (SUS)
- Antichloa Steud. (SUI)
- Erucaria Cerv. (SUH)

## Principais espécies
- Chondrosum barbatum (Lag.) Clayton
- Chondrosum exile E.Fourn. ex Hemsl.
- Chondrosum hirsutum Sweet
- Chondrosum gracile H.B. & K.
- Chondrosum microstachyum E.Fourn. ex Hemsl.
- Chondrosum polystachyum Benth.
- Chondrosum simplex Kunth
- Chondrosum trifidum (Thurb.) Clayton
- «PPP-Index Lista completa»